# Jamal Mashburn
Jamal Mashburn (Bronx, Nueva York, 29 de noviembre de 1972) es un exjugador de baloncesto estadounidense que jugó 11 temporadas en la NBA. Con 2,03 metros de estatura, jugaba en la posición de alero.

## Trayectoria deportiva

### Universidad
Durante tres años perteneció a los Wildcats de la Universidad de Kentucky, siendo elegido, en su temporada júnior, como All American, uno de los mejores jugadores del país. Promedió 18,8 puntos y 8,8 rebotes por partido.

### Profesional
Fue elegido en el Draft de la NBA de 1993 por los Dallas Mavericks, en la cuarta elección de la primera ronda. Allí tuvo un excepcional arranque como profesional, liderando a los novatos en puntos con 19,2 por partido, y siendo elegido en el mejor quinteto de rookies de ese año. Fue en su segunda temporada donde explotó definitivamente, llegando a conseguir 50 puntos en un partido, siendo el tercer jugador más joven de la historia en conseguirlo. 
Estableció varios récords con los Mavs, y se convirtió en uno de los mejores aleros anotadores de la liga. Esa temporada promedió 24,1 puntos por partido.
Sin embargo, las lesiones le jugaron una mala pasada, perdiéndose muchos partidos las dos temporada siguientes, lo que le condujo a ser traspasado a los Miami Heat, donde su rol ofensivo fue secundario. Traspasado de nuevo a los Charlotte Hornets en el año 2000, recuperó su olfato ofensivo, y consiguió por primera vez ser elegido para un All-Star Game en 2003. Continuó en el equipo hasta 2004, pero sus problemas crónicos de rodilla le hicieron perderse casi toda la temporada. Se planteó un año de recuperación, pero las molestias perduraron, y tuvo que anunciar su retirada del baloncesto a la edad de 32 años.
A lo largo de su carrera promedió 19,1 puntos y 5,4 rebotes por partido.
Promedió 20,8 puntos en la temporada 2003-04, siendo uno de los 7 únicos jugadores desde 1970 en promediar al menos 20 puntos en su última temporada en activo. Los otros seis son Bob Pettit (22,5 en '64-65), Jerry West (20,3 en '73-74), Larry Bird (20,2 en '91-92), Dražen Petrović (22,3 en '92-93), Reggie Lewis (20,8 en '92-93), y Michael Jordan (20,0 en '02-03). Lewis y Petrovic fallecieron tras esa anticipada última temporada.

## Estadísticas de su carrera en la NBA

### Temporada regular
| Año       | Equipo      | PJ  | PT  | MPP  | %TC  | %3P   | %TL  | RPP | APP | ROB | TPP | PPP  |
| --------- | ----------- | --- | --- | ---- | ---- | ----- | ---- | --- | --- | --- | --- | ---- |
| 1993-94   | Dallas      | 79  | 73  | 36.7 | .406 | .284  | .699 | 4.5 | 3.4 | 1.1 | .2  | 19.2 |
| 1994-95   | Dallas      | 80  | 80  | 37.3 | .436 | .328  | .739 | 4.1 | 3.7 | 1.0 | .1  | 24.1 |
| 1995-96   | Dallas      | 18  | 18  | 37.2 | .379 | .343  | .729 | 5.4 | 2.8 | .8  | .2  | 23.4 |
| 1996-97   | Dallas      | 37  | 21  | 26.4 | .372 | .321  | .649 | 3.1 | 2.5 | .9  | .1  | 10.6 |
| 1996-97   | Miami       | 32  | 30  | 37.2 | .398 | .329  | .752 | 5.6 | 3.5 | 1.3 | .2  | 13.4 |
| 1997-98   | Miami       | 48  | 48  | 36.0 | .435 | .303  | .797 | 4.9 | 2.8 | .9  | .3  | 15.1 |
| 1998-99   | Miami       | 24  | 23  | 35.6 | .451 | .433  | .721 | 6.1 | 3.1 | .8  | .1  | 14.8 |
| 1999-2000 | Miami       | 76  | 76  | 37.2 | .445 | .403  | .778 | 5.0 | 3.9 | 1.0 | .2  | 17.5 |
| 2000-01   | Charlotte   | 76  | 76  | 39.3 | .413 | .356  | .766 | 7.6 | 5.4 | 1.1 | .2  | 20.1 |
| 2001-02   | Charlotte   | 40  | 40  | 40.0 | .407 | .366  | .876 | 6.1 | 4.3 | 1.1 | .2  | 21.5 |
| 2002-03   | New Orleans | 82  | 81  | 40.5 | .422 | .389  | .848 | 6.1 | 5.6 | 1.0 | .2  | 21.6 |
| 2003-04   | New Orleans | 19  | 18  | 38.4 | .392 | .284  | .813 | 6.2 | 2.5 | .7  | .3  | 20.8 |
| Total     | Total       | 611 | 584 | 37.3 | .418 | .345  | .766 | 5.4 | 4.0 | 1.0 | .2  | 19.1 |
| All-Star  | All-Star    | 1   | 0   | 14.0 | .571 | 1.000 | .000 | 4.0 | 2.0 | 2.0 | .0  | 10.0 |

### Playoffs
| Año   | Equipo      | PJ | PT | MPP  | %TC  | %3P  | %TL  | RPP | APP | ROB | TPP | PPP  |
| ----- | ----------- | -- | -- | ---- | ---- | ---- | ---- | --- | --- | --- | --- | ---- |
| 1997  | Miami       | 17 | 17 | 32.6 | .387 | .355 | .650 | 4.9 | 2.1 | 1.0 | .1  | 10.5 |
| 1998  | Miami       | 5  | 3  | 25.8 | .267 | .364 | .750 | 4.4 | 1.8 | .6  | .2  | 6.2  |
| 1999  | Miami       | 5  | 5  | 30.4 | .388 | .429 | .667 | 2.6 | 2.0 | .4  | .0  | 10.0 |
| 2000  | Miami       | 10 | 10 | 42.3 | .401 | .394 | .857 | 4.6 | 3.2 | 1.1 | .2  | 17.5 |
| 2001  | Charlotte   | 10 | 10 | 41.9 | .404 | .333 | .841 | 6.2 | 5.7 | 1.2 | .3  | 24.9 |
| 2002  | Charlotte   | 1  | 1  | 10.0 | .000 | .000 | .000 | 1.0 | 1.0 | .0  | .0  | .0   |
| 2003  | New Orleans | 4  | 4  | 40.5 | .430 | .400 | .714 | 3.5 | 5.3 | 1.0 | .3  | 24.8 |
| Total | Total       | 52 | 50 | 35.6 | .389 | .369 | .780 | 4.7 | 3.2 | .9  | .2  | 15.0 |

## Vida personal
Después de retirarse se dedicó al negocio de la restauración, posee 71 restaurantes, incluyendo 37 Papa John's Pizza y 34 braserías.